# Lissonota bella
Lissonota bella är en stekelart som beskrevs av Dali Chandra 1976. Lissonota bella ingår i släktet Lissonota och familjen brokparasitsteklar. Inga underarter finns listade i Catalogue of Life.